# Brodifacoum
Il brodifacoum è un veleno altamente letale ad attività anticoagulante, considerato la seconda generazione delle cumarine e appartenente alla famiglia delle idrossicumarine. È diventato una delle molecole più utilizzate per la formulazione di esche rodenticide.

## Meccanismo d'azione
Il brodifacoum, come altri veleni per topi, ha la caratteristica di causare, come prima conseguenza a seguito dell'ingestione, una forte disidratazione, costringendo l'animale ad uscire dalla tana in cerca di acqua.
La molecola inibisce l'attività dell'enzima vitamina K epossido reduttasi, enzima necessario per la ricostituzione della vitamina K, vitamina che regola il processo coagulativo. In aggiunta, la molecola aumenta drasticamente la permeabilità vascolare dei vasi sanguigni: il sangue comincia a trasudare, causando la morte per dissanguamento della vittima.
È una molecola altamente lipofila e con una velocità di eliminazione molto lenta. Ciò facilita l'avvelenamento a seguito di ingestioni consecutive.